# Pellifronia
Pellifronia is een geslacht van weekdieren uit de klasse van de Gastropoda (slakken).

## Soorten
- Pellifronia brianhayesi (Terryn & Sprague, 2008)
- Pellifronia jungi (Lai, 2001)